# Cumhuriyet
Cumhuriyet (Cộng hòa) là một nhật báo có chất lượng lâu đời nhất ở Thổ Nhĩ Kỳ. Trụ sở chính được đặt tại Istanbul, tờ báo cũng có văn phòng ở Ankara và Izmir.
Được thành lập vào ngày 7 tháng 5 năm 1924 bởi nhà báo Yunus Nadi Abalıoğlu, một người bạn của [Mustafa Kemal Atatürk | Atatürk], người thành lập Cộng hòa Thổ Nhĩ Kỳ, nó có khuynh hướng trung thành với chủ nghĩa thế tục và chế độ Cộng hòa. Trong quá khứ thân thiện với Đảng Kemal [Đảng Cộng hòa Nhân dân] (CHP), tờ báo Trung Tả đã chuyển sang một con đường độc lập hơn theo thời gian, ủng hộ dân chủ, các giá trị tự do xã hội tự do và thị trường tự do.
Vào năm 2015 nó đã được trao giải thưởng Tự do Báo chí bởi tổ chức phi chính phủ quốc tế Phóng viên không biên giới vì đã chống lại áp lực của chính phủ ngày một tăng. Chẳng bao lâu sau đó, Tổng biên tập của Cumhuriyet Can Dündar và đại diện của tờ báo Erdem Gül ở Ankara đã bị bắt giam và phải chịu án tù chung thân. Trong thập kỷ qua, nhân viên của tờ báo cũng đã bị tấn công về mặt thể chất, với cuộc tấn công bằng Molotov cocktail năm 2008 vào trụ sở Cumhuriyet ở quận Şişli của Istanbul đáng nhắc tới. Vào cuối năm 2016, gần một nửa các phóng viên, nhà báo và giám đốc điều hành của tờ báo đã bị chính phủ Erdogan bắt giam.